# Yves Bossut
 (septembre 2018).
Si vous disposez d'ouvrages ou d'articles de référence ou si vous connaissez des sites web de qualité traitant du thème abordé ici, merci de compléter l'article en donnant les références utiles à sa vérifiabilité et en les liant à la section « Notes et références ».
Pour les articles homonymes, voir Bossut.

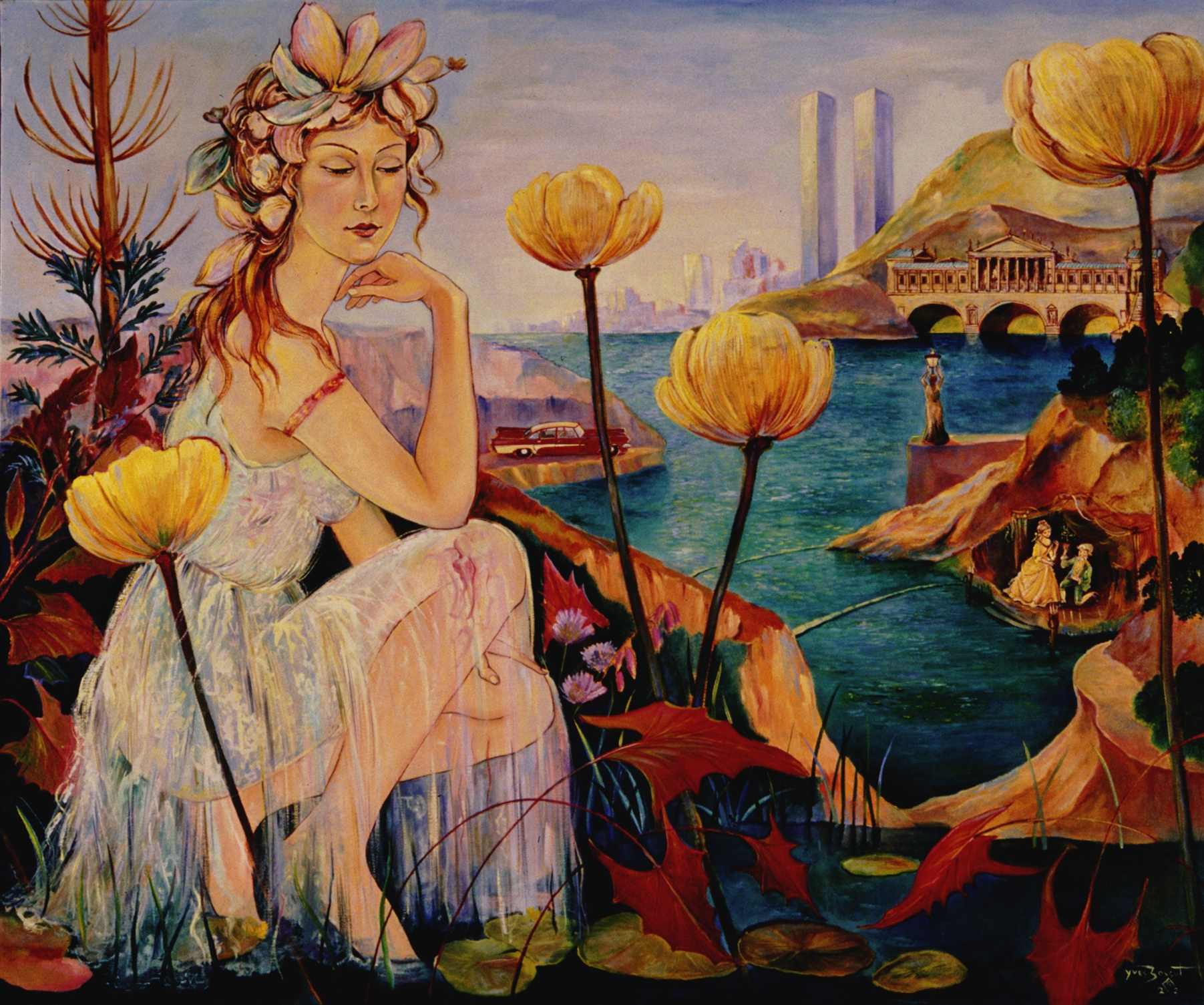
La Cité des Eaux, huile sur toile, Yves Bossut 1989 (Art spiritualisé)

Yves Bossut est un peintre surréaliste belge né à Mont-sur-Marchienne, près de Charleroi, en 1941.

## Biographie
D'abord la voie du surréalisme pur, alors qu'il participe aux activités du groupe surréaliste dit « de Bruxelles » (1959-1979, Scutenaire, Hamoir, Marien, Gutt, etc.). C'est en 1959 à la Cambre qu'il rencontre pour la première fois Paul Delvaux qui l'encourage à peindre et plus tard préfacera l’un de ses livres. Grâce au groupe surréaliste, il rencontre tous les grands peintres et auteurs qui ont marqué le mouvement : S. Dali, Magritte, De Chirico, René Char, Marcel Mariën, etc. Une importante partie de l'œuvre d'Yves Bossut continue d'explorer cette voie, comme cet ouvrage en
témoigne. 
La seconde direction est l'Art Spiritualisé, qui est vraiment une découverte originale de l'artiste: C'est l'introduction d'une idée poétique, issue de l'imaginaire surréaliste, mais transcrite dans une manière de peindre soutenue par les valeurs rétiniennes, où le « faire artisanal » retrouve son importance. Un art de peindre perçu comme une activité qui part de l'esprit, passe par le cœur et se prolonge dans la main, les trois foyers inséparables pour constituer, à juste titre, une œuvre d'art vraie. C'est une volonté de rattachement au tronc millénaire de la peinture, enrichi par la culture du XXe siècle, et traduite particulièrement par l'exaltation de la puissance de l'inconscient et de sa liberté onirique. On peut parler, à juste titre, d'appel aux symboles, à la tendresse, à l'anecdote, sources de poésie honnies par l'académisme de « l'Artistiquement correct » qui terrorise la seconde moitié du XXe siècle. 
La troisième direction de l'œuvre est constituée par les « tableaux de vacances ». Il s'agit d'une somme d'études réalisées par l'Artiste, le plus souvent d'après nature. C'est une peinture de sensation, d'émotion directe, transcrite à la hâte le plus souvent, pour le plaisir de l'œil, pour la joie de la couleur. Et les bonnes trouvailles, comme les « gammes » d'un pianiste, servent souvent à parfaire les travaux surréalistes ou d'art spiritualisé. 
Pour Bossut, "L'Art vrai" a un contenu profond et universel. Sa fonction est de rendre les gens plus heureux, dans un langage accessible à tous parce que parlant aussi bien au cœur qu'à la tête et par une volonté d’élever l'âme vers la beauté. L'Art doit aider à atteindre le bonheur en stimulant l'imaginaire du spectateur par l'idéalisation de son quotidien. Montrer ce qui est, avec la poésie qui s'y cache; la poésie comme vocation spirituelle qui donne tout son sens à la vie. 
À partir de 1959, Yves Bossut se joint avec Tom Gutt aux activités du groupe surréaliste de Bruxelles. Plus tard, il rencontre Louis Scutenaire et Irène Hamoir, dont il illustre de nombreux textes, Marcel Mariën et Paul Delvaux. Il participe activement aux différentes publications de Gutt (« Une passerelle en papier », « Le Vocatif ») et de Mariën (« Les Lèvres nues »).
En août 1990, Yves Bossut ayant sa première exposition aux États-Unis, Tom Gutt envoie à la Judge Gallery de Durham (Caroline du Nord) une lettre dans laquelle il déclare posséder une cinquantaine de peintures à l’huile ainsi que des gouaches, des aquarelles, des dessins datant des années 1958-1978. 
Seize œuvres d'Yves Bossut figurent en 1996 dans le legs « Irène Scutenaire-Hamoir » au Musée royal d'art moderne à Bruxelles (Musées royaux des beaux-arts de Belgique (Irène, Scut, Magritte and C°).

## Jugements
« Vous seriez au bout de vos peines car l’œuvre de Bossut est un jardin. C'est la raison pourquoi des amateurs de peinture s’imaginent qu’elle n'est pas une, égale, constante, régulière, continue, méthodique, ordonnée. Si pourtant, elle est tout cela, immuable dans sa diversité si on consent à la tenir pour le jardin qu’elle est. Dans un jardin, près d’un massif coléreux de roses, une touffe de violettes vous apaise, entre une rocaille de rhododendrons et une forteresse de dahlias voici des bleuets puis les coquelicots qui jouent dans le vent, près des brocolis confortables mais biscornus, les pavots mûrissent des rêves aimables ou des cauchemars énormes; et sur ce mur à demi ruiné voici les giroflées qui sentent si bon. Dans le jardin de Bossut, la grâce est la complice de la puissance. » 
Louis Scutenaire
« Aujourd'hui il y a des tableaux d'Yves Bossut où les choses se déplacent tantôt lentement, tantôt plus vite, bougeant d'elles-mêmes à l'intérieur par la volonté de leur auteur. Elles entrent elles ressortent sans quitter de l'œil le spectateur. Elle lui tourne le dos, parfois. » 
Marcel Mariën, 1974

## Principales expositions personnelles
- 1970 : Galerie Pêle-Mêle, Bruxelles (Un chat, texte de Louis Scutenaire); chez Christian Bussy, Bruxelles; Galerie Estro-Armonico, Bruxelles.
- 1971 : Galerie Pêle-Mêle, Bruxelles (Écoutez!... J'ai tous les talents, texte de Tom Gutt).
- 1972 : Galerie Aquarius, Bruxelles (textes de Louis Scutenaire, Marcel Mariën, Michel Thyrion et Tom Gutt.
- 1973 : Galerie Aquarius, Bruxelles (textes de Louis Scutenaire, Marcel Mariën, Michel Thyrion et Tom Gutt).
- 1974 : Galerie Aquarius, Bruxelles (textes de Louis Scutenaire, Irène Hamoir... ).
- 1976 : Galerie La Marée, Bruxelles (textes de Louis Scutenaire... ).
- 1978 : Galerie l'Angle aigu, Bruxelles.
- 1979 : La Galerie, Charleroi.
- 1980 : Muséum van de Westhoek, West Vlaanderen.
- 1982 : Écuries de la Maison Haute, Boitsfort, Bruxelles.
- 1983 : Galerie Estro-Armonico, Anvers; Muséum van de Westhoek, West Vlaanderen; Écuries de la Maison Haute, Boitsfort, Bruxelles.
- 1985 : Écuries de la Maison Haute, Boitsfort, Bruxelles.
- 1987 : Abbaye de Forest, Bruxelles.
- 1988 : Hôtel de Ville, Stavelot.
- 1989 : Galerie Europa, Bruxelles.
- 1990 : Judge Gallery, Durham, Caroline du Nord, États-Unis.
- 1999 : "La femme 100 histoires, Feminine spiritual beauty", Galerie Painted Light, Durham, Caroline du Nord, États-Unis.
- 2001 : "Un couple à ciel ouvert, A Couple Unconcealed", Center for the Arts à Rock Hill, SC, États-Unis.

## Illustration
- 1959 : couverture et dessins, revue La Mort d'Hécube, I et II; Tom Gutt, Bucolque, Bruxelles; Jean Wallenborn, Contes Gouttes.
- 1960 : Jean Wallenborn et Tom Gutt, Les Grandes invasions, Après Dieu, Bruxelles.
- 1961 : Orbach (Tom Gutt), Mémoires de l'être, Après Dieu, Bruxelles.
- 1963 : Tom Gutt, À la mémoire du givre, Après Dieu, Bruxelles.
- 1964 : Tom Gutt, Chroniques du dégel, Après Dieu, Bruxelles.
- 1966 : Tom Gutt, Eudores, Après Dieu, Bruxelles; André Smits, Maximes Complètes.
- 1967 : Tom Gutt, Ambages, dessins d'Yves Bossut, Marc Moulin et Roger van De Wouwer.
- 1968 : Tom Gutt, Michel Thyrion et Jean Wallenborn, Devoirs de vacances, Bruxelles, 1968.
- 1969 : Deux farceurs, en collaboration avec Roger van de Wouwer; Michel Thyrion, Les Bretelles de l'inconnu, Une Passerelle en papier, Bruxelles.
- 1969 : P. D'Hainaut, Blasons, Une Passerelle en papier, Bruxelles.
- 1970 : Louis Scutenaire, Le Bâton de Jean de Milan, Bruxelles; Tom Gutt, L'Œuf de la pluie, Bruxelles; Tom Gutt, Le Pain perdu, Bruxelles.
- 1971 : Récidive Christian Bussy (Yves Bossut, Jean Raine, Christian Dotremont, Louis Scutenaire, Roger van de Wouwer), Les Lèvres Nues, Bruxelles; À mots découverts; Louis Scutenaire, Les Pratiques, Une Passerelle en papier, Bruxelles; Tom Gutt, La Partie remise.
- 1972 : Tom Gutt, Dodici onde : Louis Scutenaire, Le Canard de Vaucanson, Les Lèvres Nues, Bruxelles; Paul Nougé, Notes sur la magie, Les Lèvres Nues, Bruxelles.
- 1976 : Louis Scutenaire, Mes inscriptions, Bruxelles, lithographies de Alechinsky, Pol Bury, Raoul Ubac, Yves Bossut, Armand Simon, Claudine Jamagne, Roger van de Wouwer.

## Collections Publiques
Arlon, Musée Gaspar, collection de l'Institut Archéologique du Luxembourg, lithographies.

## Sur Yves Bossut
- Du surréalisme à l'art spiritualisé, texte de Dominique Louis, Éditions Lumières Peintes, Bruxelles, 1989.
- La femme 100 histoires, Ed. Painted Lights, Durham, North Carolina, 1999.
- Un couple à ciel ouvert, Ed. Painted Lights, Durham, North Carolina, 2001.
- Les Éditions de l'Hôtel des Ventes Flagey, Bruxelles, 2005